# Cura prenatal

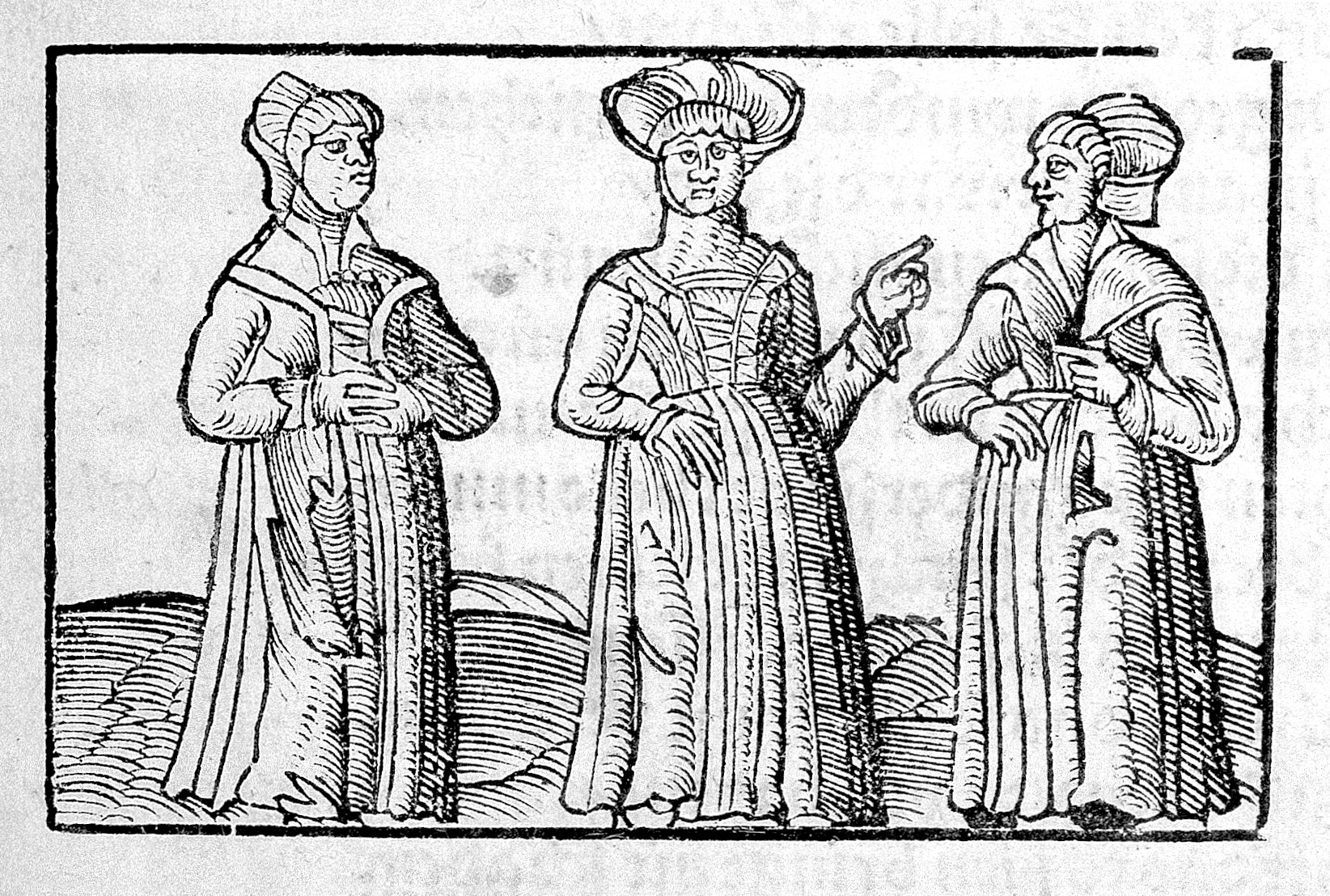
Tres dones embarassades. Gravat.

La cura prenatal, també coneguda com a atenció prenatal, és l’assistència sanitària proporcionada per professionals de la salut a dones embarassades i adolescents per garantir les millors condicions de salut tant per a la mare com per al fetus durant l'embaràs, des de la seva confirmació fins al part. Aquesta atenció inclou la identificació de riscos, la prevenció i gestió de malalties relacionades amb l’embaràs o concurrents, així com la promoció de la salut i l’educació sanitària.
La cura prenatal es fonamenta en un seguiment exhaustiu de la salut materna i fetal, controlant paràmetres vitals i detectant precoçment possibles complicacions com la diabetis gestacional o la preeclàmpsia, per garantir un embaràs sense riscos. Paral·lelament, es promou activament la salut a través d'informació sobre hàbits saludables, alimentació i exercici, i es prepara la mare per al part i la criança, educant-la sobre el procés i les opcions disponibles. A més, es brinda un suport emocional integral, creant un espai per resoldre dubtes i expressar preocupacions durant tot el procés.
No obstant això, l’atenció prenatal pot trobar obstacles que en dificultin la implementació, com ara biaixos racials dels professionals, manca de coneixement sobre les últimes guies clíniques o barreres socials que limiten l’accés a l’atenció mèdica. Factors com la manca de transport, la precarietat alimentària i els costos dels medicaments poden afectar el compliment de les recomanacions mèdiques i, per tant, influir en els resultats maternofetals. Per això, és essencial que els professionals sanitaris es mantinguin actualitzats, ofereixin una atenció empàtica i detectin qualsevol obstacle que pugui afectar l’atenció prenatal.
Segons l'Organització Mundial de la Salut (OMS), una atenció prenatal de qualitat redueix la morbiditat i la mortalitat materna i perinatal. Aquest impacte positiu es produeix tant de manera directa, a través de la detecció i tractament de complicacions relacionades amb l'embaràs, com de manera indirecta, mitjançant la identificació de dones amb un major risc de complicacions durant el part i el postpart per derivar-les a un nivell d’assistència adequat.
La manca d’accés a una atenció prenatal adequada contribueix significativament a la mortalitat materna i neonatal, especialment en països amb recursos limitats. L'any 2015, aproximadament 303.000 dones i adolescents van morir a causa de complicacions relacionades amb l’embaràs i el part, i el 99% d'aquestes morts es van produir en entorns de baixos ingressos. A més, es van registrar al voltant de 2,6 milions de mortinatals, també principalment en aquests contextos.
Tot i això, des d'una perspectiva de drets humans, l'atenció prenatal no es limita a prevenir la mortalitat i la morbiditat, sinó que també busca promoure la salut i el benestar tot respectant la dignitat i els drets de les dones embarassades. Així, es prioritza l'autonomia de les dones en la presa de decisions i es promou un model d’atenció centrat en la persona. Aquesta perspectiva és especialment rellevant per a grups vulnerables, com ara adolescents, dones amb discapacitats, dones que requereixen suport en salut mental, dones que viuen amb VIH, treballadores sexuals, dones desplaçades per conflictes i minories ètniques. L'objectiu és garantir que totes les dones embarassades tinguin accés a cures adequades i adaptades a les seves necessitats específiques.

## Model d'atenció prenatal de l'OMS
L'OMS ha desenvolupat diferents models per a l'atenció prenatal, entre els quals destaca el model d’atenció prenatal focalitzada (FANC, per les sigles en anglès), introduït el 2002. Aquest enfocament estableix quatre controls essencials durant l'embaràs amb l'objectiu de proporcionar intervencions basades en l’evidència. No obstant això, estudis recents han posat en dubte l’eficàcia d’aquest model i han impulsat la revisió de les seves recomanacions.
L'any 2016, l'OMS va publicar una guia consolidada per a l'atenció prenatal, desenvolupada en col·laboració amb diversos departaments especialitzats en salut materna, infantil i adolescent. Aquest document proporciona recomanacions detallades sobre quines intervencions s'han d'oferir i com s'han d'implementar per garantir una experiència d'embaràs positiva i un accés equitatiu a cures de qualitat.

## Components de la cura prenatal
La cura prenatal es configura com un seguiment integral que abasta una sèrie de visites mèdiques programades, la freqüència de les quals s'intensifica a mesura que l'embaràs progressa, a més de la realització de proves diagnòstiques com anàlisis de sang i orina, ecografies i altres estudis que avaluen la salut tant de la mare com del nadó. Comprèn un conjunt d'atencions que inclouen visites pre-concepcionals per a la planificació reproductiva, actualització de vacunes i control de condicions mèdiques, i visites prenatals regulars amb exàmens físics, controls de pes, anàlisis i ecografies, per monitorar la salut de la mare i el fetus.
L'atenció prenatal inclou diverses intervencions agrupades en cinc categories:
- Intervencions nutricionals: Inclouen suplements vitamínics, ferro i àcid fòlic, entre d'altres.
- Avaluació materna i fetal: Controls periòdics per detectar complicacions i monitorar el desenvolupament fetal.
- Mesures preventives: Immunitzacions i tractaments per prevenir malalties com la malària i el VIH.
- Intervencions per a símptomes fisiològics comuns: Tractament de nàusees, anèmia i altres condicions associades a l’embaràs.
- Intervencions del sistema de salut: Millora de l’accés i qualitat de l’atenció prenatal, especialment en comunitats amb recursos limitats.[4]

### Avaluació Inicial i Seguiment Prenatal
La primera visita prenatal, idealment durant el primer trimestre, serveix per establir la data probable del part, avaluar riscos i realitzar proves inicials. Inclou l'obtenció d'un historial clínic complet, l'exploració física amb control de constants vitals i una ecografia per confirmar l'embaràs. Són realitzades proves de laboratori com hemograma, tipatge sanguini, serologies i cribratge d'infeccions. Un embaràs d'alt risc es considera quan hi ha patologies maternes, antecedents obstètrics complicats, o factors com edat avançada o obesitat. Aquestes dones requereixen un seguiment més intensiu i la col·laboració amb especialistes. El seguiment prenatal continua amb controls regulars, cada quatre setmanes en el segon trimestre, cada dues setmanes a partir de la setmana 28, i setmanalment des de la setmana 36 fins al part, per monitorar el creixement fetal, la salut materna i detectar possibles complicacions.

## Accés universal i qualitat de la cura prenatal
L’atenció prenatal requereix un enfocament interdisciplinari per garantir la millor cura possible tant per a la mare com per al fetus. La gestió de l’embaràs implica la coordinació entre professionals de l'obstetricia, l'infermeria, especialistes en medicina maternofetal, nutricionistes i farmacèutics i farmacèutiques per assegurar una atenció integral. La comunicació interprofessional és essencial per detectar precoçment complicacions i ajustar els plans de tractament segons sigui necessari. Els professionals avançats en la pràctica clínica ajuden en la presa de decisions en situacions complexes, garantint així una atenció òptima. Una col·laboració eficaç entre tots els membres de l’equip mèdic assegura la seguretat i el benestar de la mare i el nadó durant tot el període de gestació. La cura prenatal és essencial per garantir un embaràs saludable i un part segur, ja que permet detectar i tractar precoçment possibles complicacions, reduint així els riscos per a la mare i el nadó. Tot i els avenços, cal assegurar-ne l'accés universal i de qualitat, amb un enfocament basat en els drets humans i la participació activa de les dones, per empoderar-les i millorar el seu benestar durant la gestació.